# Britannia (personificación)

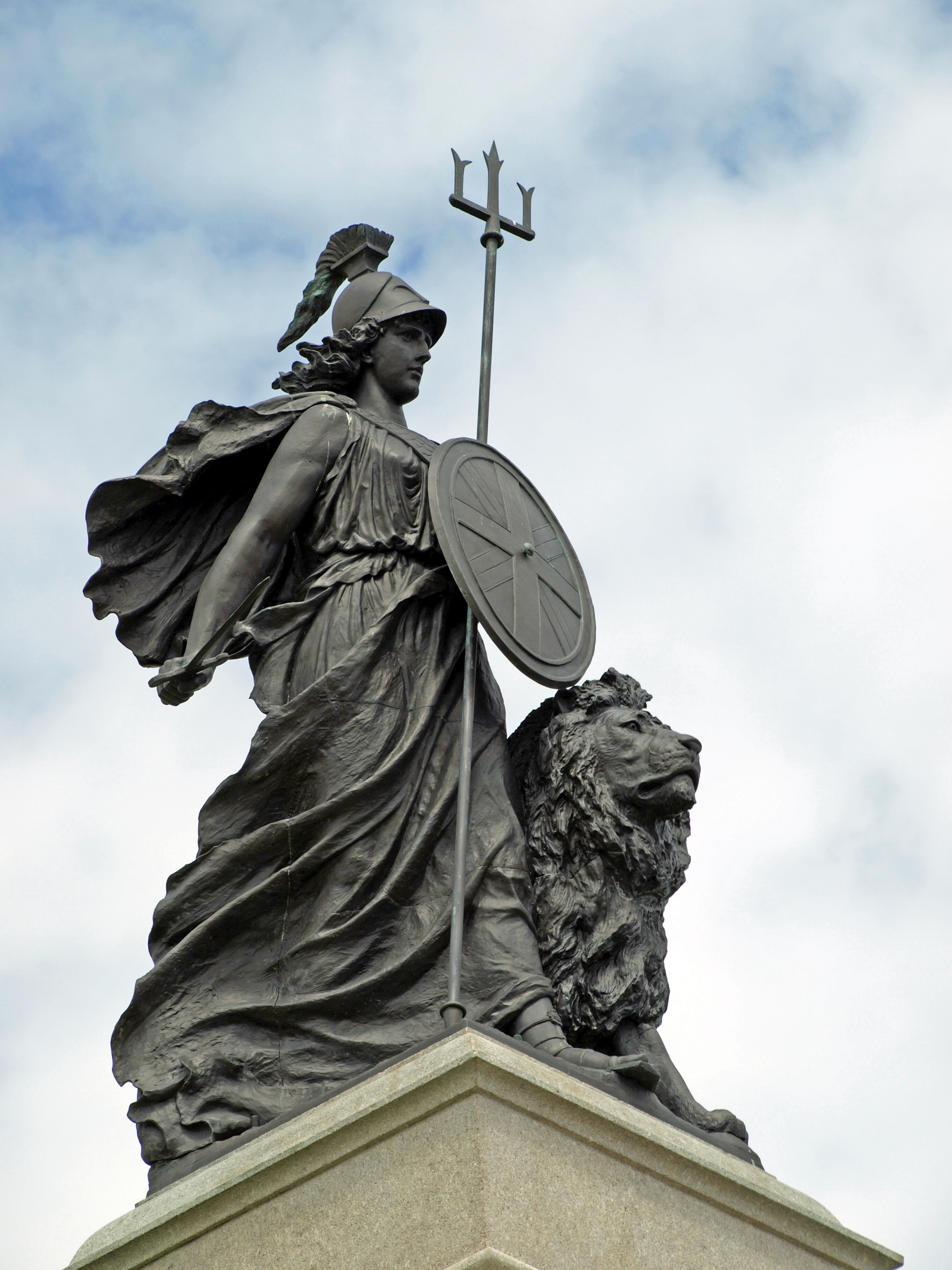
Estatua de Britania en el monumento en memoria a la victoria contra la Armada Invencible.

Britania (en latín, Britannia) fue el término griego y romano para referirse a la región de Gran Bretaña que estaba habitada por los britanos y es el nombre dado para la personificación nacional del Reino Unido. Es un término todavía usado para referirse a la isla en la actualidad. El nombre es latino, y deriva de la forma griega Prettanike o Brettaniai, que originalmente designó una colección de islas con nombres individuales, incluyendo Albión o Gran Bretaña; Sin embargo, en el siglo I a. C. Britania llegó a ser utilizado específicamente para Gran Bretaña. En el año 43 d. C. el Imperio romano comenzó la conquista de la isla, estableciendo una provincia que llamaron Britannia, que llegó a abarcar las partes de la isla al sur de Caledonia (aproximadamente la actual Escocia). Los habitantes celtas nativos de la provincia son conocidos como los britanos. En el siglo II, La Britania romana llegó a ser personificada como una diosa, armada con un tridente y escudo y con un casco corintio.
El término latino de Britania sobrevivió durante mucho tiempo a la retirada romana de Gran Bretaña en el siglo V, y sirvió de nombre de la isla para la mayoría de los idiomas europeos y otros no europeos, incluyendo Britain en lengua inglesa y Prydain en galés moderno. Después de siglos en desuso, el nombre latino renació durante el Renacimiento inglés como una evocación de la identidad nacional británica. Especialmente tras el Acta de Unión en 1707, que unió los reinos de Inglaterra y de Escocia. La personificación de Britania marcial fue utilizada como símbolo del gobierno y la unidad del Imperio británico. Fue presentada en todas las series de monedas británicas modernas hasta el rediseño en 2008, y todavía aparece anualmente en la serie de monedas de oro y plata de la serie "Britannia". En 2015 se emitió una nueva moneda definitiva de 2 libras, con una nueva imagen de Britania.

## Periodo griego y romano
El primer escritor que usó el nombre fue el explorador y geógrafo griego Piteas en el siglo IV a. C. Piteas llamó Prettanike o Brettaniai a un grupo de islas cercanas a la costa en el noroeste de Europa. En el siglo I a. C. Diodoro Sículo la llama Pretannia, una derivación del nombre indígena pretani, gente que los griegos creían que poblaron las islas británicas. Siguiendo el ejemplo griego, los romanos la llamaron Insulae Britannicae en plural consistiendo en Albión (Gran Bretaña), Hibernia (Irlanda), Thule (posiblemente Islandia u Orkney) y más islas pequeñas. Con el tiempo Albión se empezó a conocer específicamente como Britannia y el nombre en conjunto de todas las islas se fue abandonando con el tiempo. La conquista romana de la isla comenzó en el año 43 d. C. trayendo como resultado la creación de la provincia romana de Britania. Los romanos nunca lograron conquistar la totalidad de la isla, construyendo el muro de Adriano como frontera con Caledonia, que cubría aproximadamente el territorio de la actual Escocia, aunque de hecho las fronteras marcadas por el muro coinciden hoy en día con el norte de Inglaterra. La parte sur de la actual Escocia fue ocupada por los romanos durante 20 años en la mitad del siglo II d. C. manteniendo a los pictos al norte del muro de Antonino. La gente que vivía en la provincia romana de Britania eran los Britanni o britones. Irlanda, habitada por los scoti, nunca fue invadida y fue llamada Hibernia. Thule, una isla a «seis días de viaje por mar al norte de Britania y [...] cerca del mar helado», posiblemente Islandia, tampoco fue nunca invadida por los romanos.

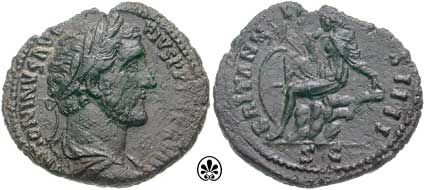
Un As del reinado de Antonino Pío acuñada en el año 154 d. C. mostrando a Britania en el reverso.

El emperador Claudio hizo una visita a la zona mientras Britania estaba siendo conquistada y fue honrado con el sobrenombre de Británico como si él hubiera sido el conquistador; un friso descubierto en Afrodisias descubierto en 1980 muestra una mujer guerrera de pecho desnudo y con casco marcada como BRITANNIA, retorciéndose de dolor bajo el pie del emperador. También apareció en monedas bajo el gobierno de Adriano, con una mirada más regia. Britania fue pronto personificada como una deidad, pareciéndose a la diosa Minerva. Las primeras representaciones muestran a Britania como una bonita joven, llevando la armadura de un centurión, y envuelta en una túnica blanca con su pecho derecho expuesto. También suele aparecer sentada sobre una roca portando una lanza y con un escudo apuntado apoyado detrás de ella. En otras ocasiones sostiene un estandarte apoyada en su escudo. En otra gama de acuñaciones, ella se sienta en un globo encima de las olas; Britania en el confín del mundo conocido. Monedas de este estilo fueron emitidas bajo el gobierno de Antonino Pío.

## Reaparición

### Uso en la Edad Media
Tras la retirada romana de la isla, el término Britania se mantuvo, tanto en la isla como en el extranjero. El latín era omnipresente para los escritores nativos britanos y el término continuó usándose en la tradición galesa que se desarrolló a partir de ella. Escrita con variaciones del término Britania (o Prydein en galés) apareció en muchos trabajos galeses como en la Historia Brittonum, Armes Prydein y del siglo XII la Historia Regum Britanniae, que ganó una popularidad sin precedente en Europa occidental durante la Baja Edad Media.
Tras la migración de celtas britanos de la isla al continente, el término Britannia, se extendió a la península de Armórica ya desde el siglo VI. El inglés moderno, francés, nombres bretones y galos de la zona, todos derivan del uso literal de Britania (tierra de Britones). Las dos "Britannias" dieron origen al término Gran Bretaña para distinguir la isla de la Bretaña francesa.
Tras la invasión anglosajona de Gran Bretaña, el término britano solo se refería a los nativos de la isla, los habitantes que hablaban el idioma celta original, y esto permaneció así hasta la Edad Moderna. El uso del término para llamar a la isla Gran Bretaña o Reino Unido es relativamente reciente.

### Renacimiento e Imperio británico

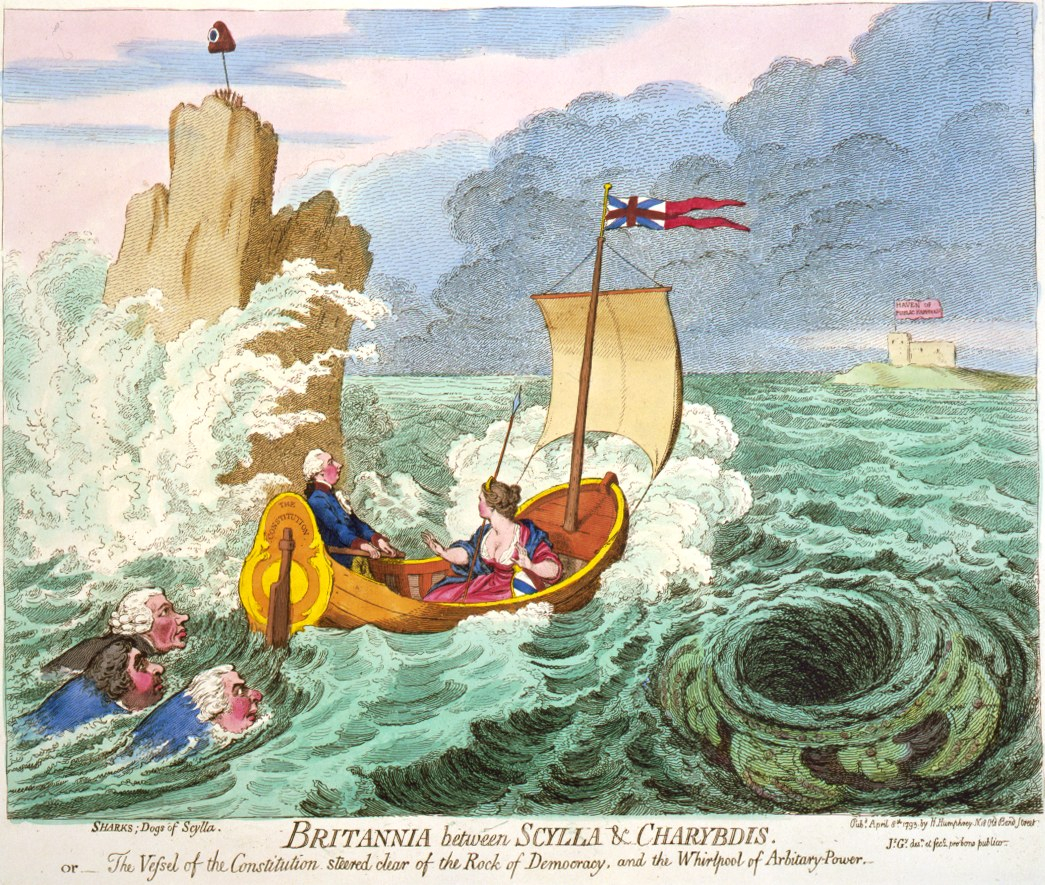
Dibujo de James Gillray titulado Britania entre Escila y Caribdis (1793); Britania aparece sin los atributos que caracterizarán a la alegoría en el.

Fue durante el reinado de Isabel I cuando Britania comenzó a verse como una personificación de Inglaterra. En su obra de 1576 General and Rare Memorials pertayning to the Perfect Art of Navigation, John Dee en el frontispicio puso una figura de Britania arrodillándose junto a la orilla, suplicando a Isabel I, que protegiera su imperio reforzando su marina.
Con la muerte de Isabel en el año 1603 le sucedió su primo escocés, el rey Jacobo VI, rey de Escocia, al trono inglés. Se convirtió en Jacobo I de Inglaterra y tenía bajo su mando los reinos de Inglaterra (con el domino de Gales), Irlanda, y Escocia. El 20 de octubre de 1604, Jacobo I se proclamó rey de la Gran Bretaña, Francia e Irlanda, título que se siguió usando por muchos de sus sucesores. Cuando Jacobo llegó al trono inglés, se organizaron varios desfiles. Una de estos desfiles en Londres en 1605 fue descrito por Anthony Munday en su obra Triumphs of Reunited Britannia:

Sobre un montaje triangular, que representa la isla de Gran Bretaña, nos sentamos en el lugar supremo, bajo la silueta de una ninfa justa y hermosa, la propia Britannia...

Durante el reinado de Carlos II, Britania hizo su primera aparición en las monedas inglesas farthing de 1672. Con la Unión constitucional de Inglaterra y Escocia en 1707 y después de Irlanda en 1800, Britania se convirtió en un símbolo del imparable poder y fuerza de los britanos.

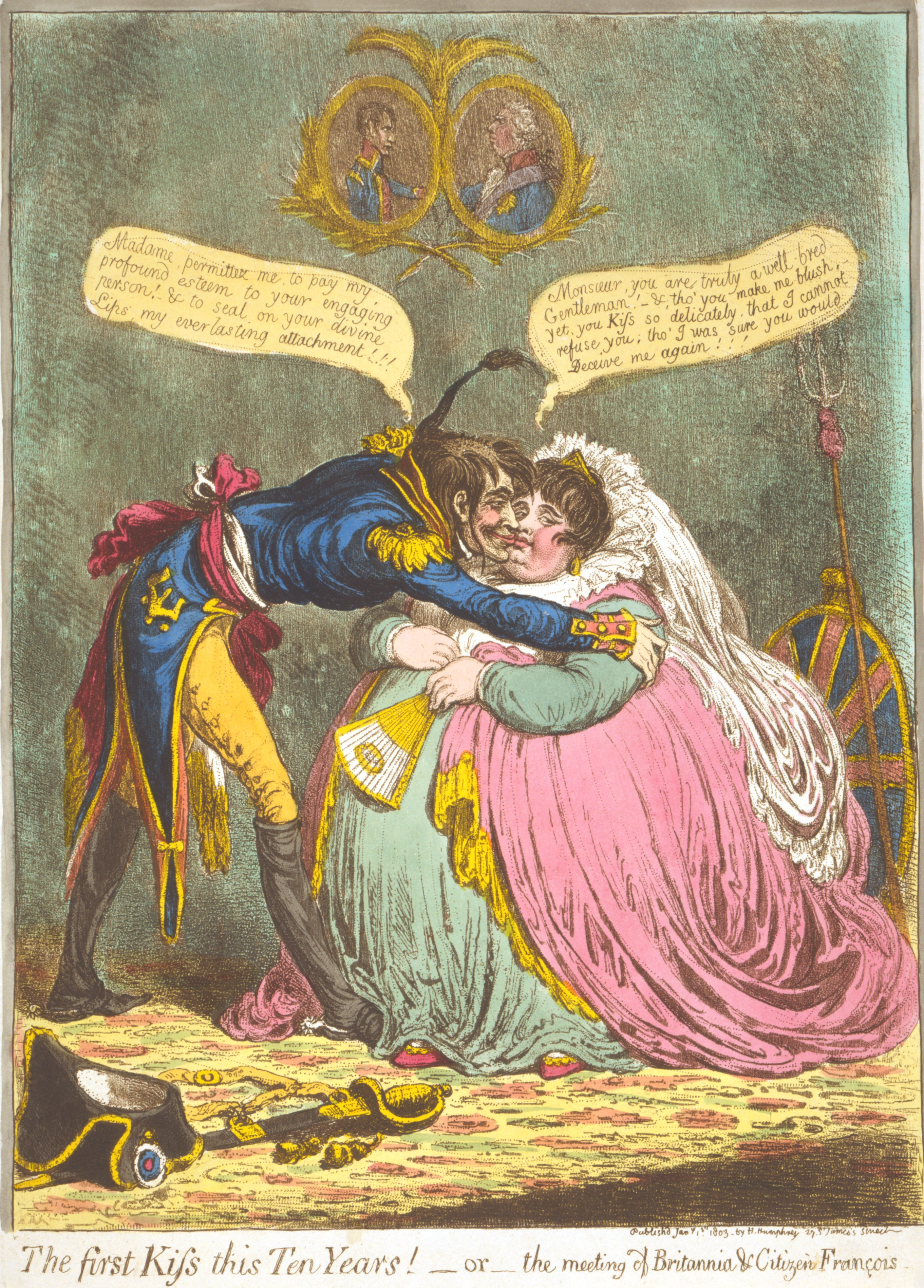
Dibujo de 1803 tras la Paz de Amiens, en la que figura una gorda y no belicosa Britannia besando a un "ciudadano François".

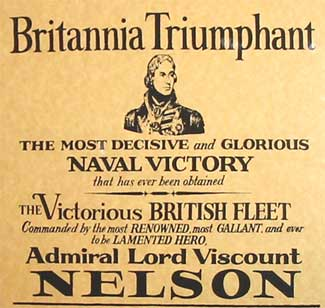
Britannia Triumphant, cartel celebrando la victoria británica en la batalla de Trafalgar.

El poder británico, el cual residía en el sistema político liberal y en la supremacía de la Royal Navy, transmitía esos atributos a la imagen de Britania. En tiempos de la reina Victoria, la imagen de Britania se renovó. Permaneció aun joven y con pelo castaño o rubio y mantuvo su casco corintio y sus blancos ropajes, pero le añadieron el tridente de Poseidón y a menudo aparece en posición sedente o de pie ante el océano y ante buques de guerra británicos representando el poder naval británico. También suele portar a menudo un escudo circular griego de hoplita que luce la bandera británica Union Jack, también suele acompañarle a su lado el león británico, animal encontrado en la heráldica de Inglaterra, Escocia y el principado de Gales.
Neptuno aparece pasándole un tridente a Britania de forma simbólica en un fresco de 1847 de William Dyce Neptuno entregando a Britannia el Imperio del Mar, una pintura que la reina Victoria encargó para su residencia en Osborne en la isla de Wight.
Los neozelandeses adoptaron una personificación similar para su país con Zelandia, la hija de Britania, que aparece en sellos postales de principios del siglo XX. y sigue figurando en el Escudo de Nueva Zelanda.

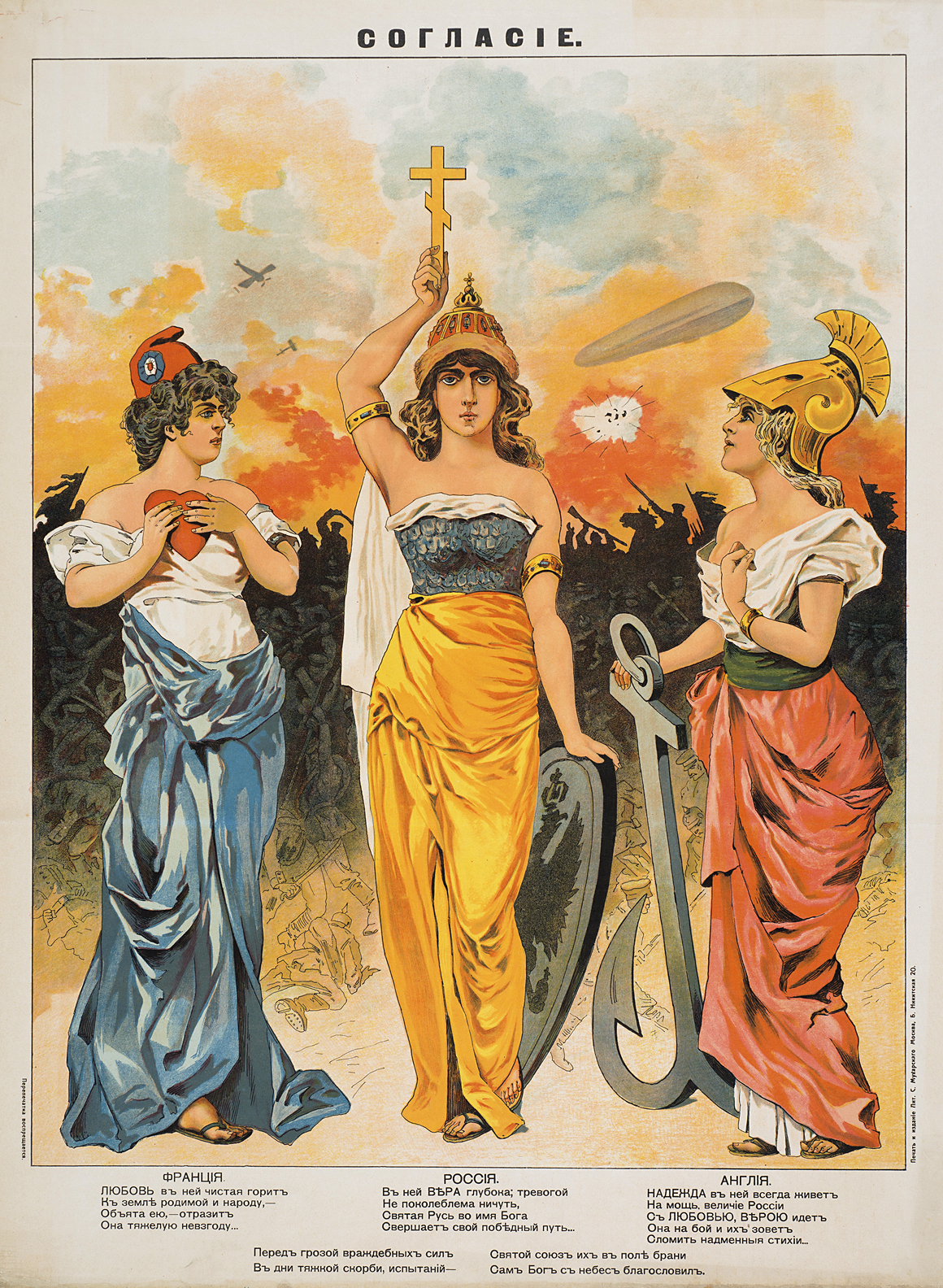
Cartel ruso de 1914 donde figuran las personificaciones de la Triple Entente – Britania (derecha) y Marianne (izquierda) y en el medio la Madre Rusia. En esta representación se asocia a Britania con el mar mediante el ancla que sostiene la alegoría en lugar de con el tridente de Poseidón.

Tal vez la mejor analogía es que Britania es para el Reino Unido y el Imperio Británico lo que Marianne es para Francia y quizás lo que Columbia es para los Estados Unidos. Britania se convirtió en una figura que representaba mucha confianza y poder y más común en tiempos de guerra, cuando representó las libertades y la democracia británicas.

### Asociaciones modernas
Durante los años 1990 el término Cool Britannia (salido de una versión humorística del grupo Bonzo Dog Doo-Dah Band de la canción Rule, Britannia!, con letra de James Thomson (1700-1748), que fue usado como un himno nacional no oficial, fue usado para describir el Reino Unido de los últimos años del siglo XX. La frase hace referencia a las escenas de moda de aquellos tiempos, con una nueva generación de grupos de pop y revistas de imagen y estilo, jóvenes y exitosos diseñadores y un surgimiento de nuevos restaurantes y hoteles. Cool Britannia representaba los últimos años de la década de 1990 como un lugar de moda en el que estar.

### Representación en moneda y sellos

#### Moneda

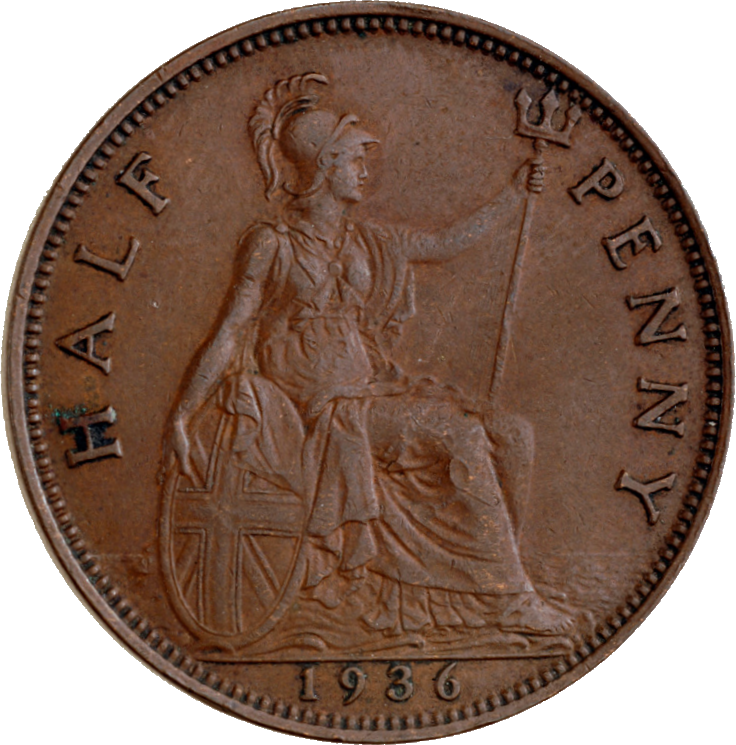
Britania en una moneda de medio penique de 1936.

Aunque la imagen arquetipo de Britania sedente con un escudo aparecía en las monedas de bronce romanas del siglo I d. C. durante el reinado de Adriano, la primera aparición de Britania en las monedas británicas fue en las farthing en 1672, aunque hubo ya modelos desde 1665, seguido del medio penique un año más tarde. La figura de Britania, según Samuel Pepys, se inspiró en la belleza de Frances Teresa Stuart, la futura duquesa de Richmond, que se hizo famosa en aquellos tiempos por haber rechazado ser la amante de Carlos II, a pesar de lo atraído que se sentía el rey por ella. Britania apareció entonces en la moneda de medio penique británica como el resto de las demás del siglo XVII hasta 1936. Los medio peniques se usaron durante el reinado de la reina Ana y la figura de Britania y ella tenían un gran parecido entre sí. Cuando al Banco de Inglaterra le fue cedida una concesión real en 1694, los directores decidieron a los pocos días que el emblema para el medio penique iba a ser Britania sentándose mirando a un Banco de dinero. Britania también apareció en los peniques entre 1797 y 1970, las ediciones ocasionales tales como los fourpence bajo Guillermo IV entre 1836 y 1837, o el de los cincuenta peniques entre 1969 y 2008.
En primavera del 2008, la Royal Mint dio a conocer nuevos diseños de monedas «tratando de reflejar a la más moderna Gran Bretaña del siglo XXI» lo que dejó fuera la imagen de Britania. La decisión trajo algo de controversia, en los tabloides y en las campañas de prensa, en particular en el Daily Mail que lanzó un artículo llamado «Save Britannia» («Salvad a Britania»). El gobierno ha señalado, no obstante, que la moneda de 50 peniques con el antiguo diseño volverá a circular seguramente de nuevo en el futuro. Britania también aparece en las monedas de oro y plata conmemorativas emitidas cada año por la Royal Mint.
Una nueva y definitiva moneda de 2£ fue emitida en 2015 con la nueva imagen de Britania: a finales del mismo año, una edición limitada (de 100.000 ejemplares) de una moneda de 50£ con la imagen de Britania en el reverso y con Isabel II en el anverso.

#### Billetes

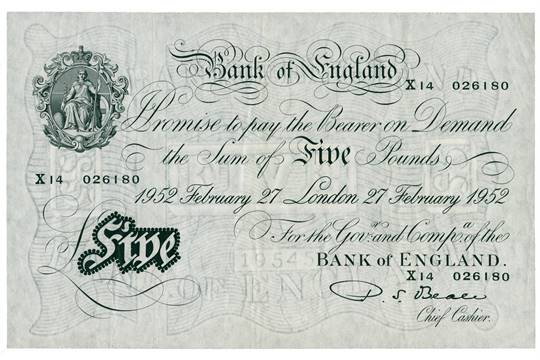
Un billete de cinco libras del Banco de Inglaterra de 1952, también conocido como "white fiver" (blanco del cinco) mostrando a Britania en la esquina superior izquierda.

Una figura de Britania apareció en el white fiver (un billete de 5 libras impreso en blanco y negro) desde 1855 hasta 1957.
De 1928 "Britannia Series A" los billetes de 10 chelines y una libra eran impreso con Britania en posición sedente sujetando una lanza y una rama de olivo.
Los papeles de 25 céntimos de billetes de moneda fraccionaria del Dominio de Canadá (1870, 1900 y 1923 respectivamente). Los billetes ya no se producen más y ya no son usados normalmente como moneda, aunque siguen siendo de curso legal.

#### Sellos postales

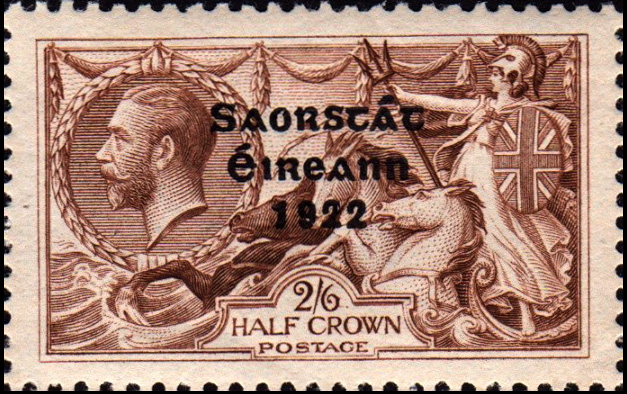
Un sello de "caballito de mar" de 1922 en la que sale Britania y el Estado Libre Irlandés.

Britania también protagonizó algunos sellos de gran valor de Gran Bretaña, durante el reinado de Jorge V (conocidos como los caballos de mar de Jorge V) y es representada en el primer sello de 10£ emitido en 1993.

### Marca de agua de Britania
La marca de agua de Britania ha sido ampliamente usada al hacer papel, normalmente se muestra a Britania sentada.

### Premios Brit
Britania está representada en la estatuilla del Premio Brit (Brit Award), de los premios anuales de música de la Industria Fonográfica Británica La estatuilla de Britania es rediseñada cada cierto tiempo por los mejores diseñadores y artistas británicos, incluyendo a Vivienne Westwood, Damien Hirst, Tracey Emin, sir Peter Blake o Zaha Hadid.